# Revolución de Tlaxcala

## La Independencia
En marzo de 1808 las tropas de Napoleón Bonaparte entraron a España. Carlos IV se apresuró a abdicar en favor de su hijo Fernando VII, pero en los días siguientes, este hizo lo mismo en favor de Napoleón, con lo que todos los reinos de España y de las Indias pasaban a manos del emperador de Francia. Ante esta situación, en julio de 1808, el cabildo indígena de Tlaxcala hizo saber al gobierno Virreinal su lealtad a la Corona y su condena a la ocupación francesa.
En 1810 hubo elecciones para diputados representantes de las provincias en las Cortes. Entre los elegidos quedaron los hermanos Miguel de Lardizábal y Uribe y Manuel de Lardizábal y Uribe, así como José Miguel Guridi y Alcocer.
En las Cortes de Cádiz se reunieron los representantes de todo el Imperio Español que estaban en contra de la Intervención Napoleónica y contaron con la presencia de los hermanos Lardizábal y Uribe, y de Guridi y Alcocer, quienes participaron en la redacción de la Constitución de Cádiz, firmada el 18 de marzo de 1812.
Al ser derrotado Napoleón y restaurarse la dinastía de los Borbón en España, Su Majestad Fernando VII regresó de su cautiverio en Francia y al ver el entusiasmo con que lo recibió el pueblo español, derogó la Constitución liberal de Cádiz en octubre de 1814 y volvió a gobernar como monarca absoluto.
Al estallar el movimiento de Independencia encabezado por el cura Miguel Hidalgo y Costilla, en septiembre de 1810, el cabildo de Tlaxcala y la mayoría de los miembros de la élite, en la que figuraban tanto los criollos, peninsulares, mestizos e indios, se pusieron a favor de las fuerzas realistas, mientras que algunos criollos, mestizos e indígenas con muestras mayores de independencia en cuanto a su relación con los círculos sociales más potentes simpatizaron con los insurgentes.
Al lado de las filas insurgentes participaron Vicente Gómez, Miguel Serrano, Juan Cortés, Antonio Arroyo y Antonio Guerrero, quienes encabezaron pequeños grupos de guerrilleros que operaban en ciertas zonas de Tlaxcala. Otros tlaxcaltecas lucharon en las fuerzas comandadas por José Francisco Osorno, quien operaba en la Sierra Norte de Puebla y los Llanos de Apan.
Así, en el año de 1814, Don José María Morelos y Pavón y sus tropas insurgentes formaron un congreso constituyente y emitieron en Apatzingán, un decreto constitucional que proclamaba la Independencia de la América Septentrional y fijaba las normas de su organización. Entre los miembros del citado congreso figuraba el Doctor y Sacerdote José Manuel de Herrera, oriundo de Huamantla y quien representó a Tlaxcala en dicho congreso.

## La Defensa de la Soberanía Estatal
Durante el periodo en que México fue gobernado por la regencia y luego por el emperador Agustín de Iturbide, la división territorial de Tlaxcala quedó prácticamente igual a la que existía a fines de la época colonial, quedando dividida en 7 partidos. Cada uno de ellos era gobernado por un jefe militar y un diputado que formaba junto con los demás la diputación provincial. Los partidos eran: Tlaxcala, Apizaco, Tlaxco, Huamantla, Chiautempan, Nativitas e Ixtacuixtla.
A la caída del Primer Imperio Mexicano, en marzo de 1823, se formó un Congreso Constituyente que se propuso organizar el país bajo un régimen republicano federal. En el proyecto de Constitución del 18 de noviembre de 1823, se contemplaba la incorporación de Tlaxcala a Puebla, pues la comisión redactora consideraba que Tlaxcala no reunía los elementos mínimos para ser uno de los estados de la República Mexicana
Los partidarios de la anexión de Tlaxcala a Puebla estuvieron encabezados por Miguel Valentín y Tamayo, cura de Huamantla, el Presbítero Manuel Bernal y los hacendados Gabriel Illescas y Antonio Díaz Varela, quienes llevaron a cabo una campaña de difamación en contra de la Provincia de Tlaxcala, en particular de su capital y expresaron que sí Tlaxcala no se anexaba a Puebla, había otra solución: formar otro estado con los partidos de Tulancingo, Zacatlán, Huauchinango y San Juan de los Llanos, con capital en Tulancingo; al estado así formado debía agregarse Tlaxcala.
El 21 de diciembre de 1823, el Diputado Tlaxcalteca, Miguel Guridi y Alcocer intervino en el Congreso para oponerse a la anexión de Tlaxcala a Puebla.
Argumentó que Tlaxcala había desempeñado un papel relevante en la historia del país, además de haber resuelto favorablemente los problemas que hasta entonces se le habían presentado, lo que representaba la capacidad de esta región para ser independiente. 
Sin embargo, el diputado Miguel Valentín replicó que si Tlaxcala se constituía en estado implicaría un gasto de 200 mil pesos anuales para sostener su administración.
El 17 de febrero de 1824, la diputación provincial de Tlaxcala lanzó un decreto contradiciendo la postura del pueblo de Huamantla, donde señalaba que Tlaxcala contaba con los recursos suficientes para poder sostener el rango político de estado y que el monto de los gastos señalados por Huamantla para su sostenimiento era exagerado, pues en lugar de los 200 mil pesos, no pasaban de los 30 mil.
Finalmente la solución consistió en no anexar Tlaxcala a Puebla, pero tampoco se le confirió la calidad de Estado Libre y Soberano. Se le consideró como parte de la naciente república federal en calidad de Territorio, desde 1824 hasta 1836; sujeta a los poderes federales y gobernada por un jefe político nombrado por el presidente de la República. Mientras fue territorio, Tlaxcala estuvo dividida en los siete partidos ya citados y conservó la misma extensión territorial.
A raíz del giro político impuesto en México entre 1836 y 1845 por el General Antonio López de Santa Anna, la situación político-administrativa de Tlaxcala cambió drásticamente sin que mediara ningún tipo de consulta.
El sistema de gobierno federal fue sustituido por el centralista, de lo cual se derivó una profunda modificación en la división territorial del país. En lugar de Estados hubo departamentos y Tlaxcala se integró al de México en calidad de Distrito.
Desde el punto de vista Político-Administrativo, Tlaxcala, que contaba con 80 mil habitantes, aproximadamente, quedó dividida en tres partidos: Tlaxco, Huamantla y Tlaxcala. La cabecera del Distrito era la Ciudad de Tlaxcala y la máxima autoridad era un prefecto; en cada uno de los partidos gobernaba un subprefecto.

## La intervención estadounidense
Con el derrocamiento de Santa Anna y la vuelta al federalismo en 1846, Tlaxcala recuperó su categoría de territorio. De inmediato sus habitantes pidieron la erección de éste en Estado; sin embargo, su aspiración se vio entorpecida debido a que estalló la guerra entre México y Estados Unidos de América, país que pretendía apoderarse de Territorio Mexicano con el fin de asegurar sus comunicaciones con el Océano Pacífico por el Norte de México. Los tlaxcaltecas se aprestaron a la defensa nacional, entre los cuales se anotan: El Coronel Felipe Santiago Xicohténcatl, Eulalio Villaseñor, Josefa Castelar, Ignacio Ormaechea y Antonio Toríz.
Cabe anotarse también el sitio sufrido por la ciudad de Huamantla en octubre de 1847, en la que sobresalieron las fuerzas comandadas por Eulalio Villaseñor y un grupo de mujeres, entre estas, la heroína huamantleca Josefa Castelar. 
También destaca en esta lucha el Coronel Felipe Santiago Xicohténcatl, quien comandaba el Batallón Activo de San Blas en la defensa del Castillo de Chapultepec, donde murieron la mayoría de los integrantes de éste, incluyendo a él mismo.
Terminada la guerra, México perdió más de la mitad de su territorio. Por otra parte, Puebla resucitó sus pretensiones de anexarse el territorio de Tlaxcala. Para dar fuerza a sus argumentos, insistía en que el desarrollo económico de Tlaxcala era casi nulo, además de que carecía de población suficiente.
La diputación tlaxcalteca volvió a defender tenazmente sus derechos y se opuso a tales intentos anexionistas ante el Congreso de la Unión, basándose en diversos documentos demostró que la antigua provincia tenía una economía sana, misma que justificaba no sólo su condición de territorio, sino su conversión en estado. En 1851, el presidente de la República, Mariano Arista aceptó que Tlaxcala estaba en condiciones de convertirse en Estado; sin embargo el reconocimiento oficial tardaría unos años más.
A mediados de 1852, estalló una revolución en Guadalajara, que al extenderse fuera de Jalisco desconoció al Presidente Mariano Arista e invitó al General Santa Anna a ocupar su lugar para restablecer el orden y la paz. El plan fue apoyado en varios estados, precipitando la caída de Arista en 1853.
En el transcurso del movimiento, los rebeldes le ofrecieron a Tlaxcala la anhelada conversión en Estado a cambio de su respaldo. Efectivamente, en enero de 1853, el Territorio de Tlaxcala que estaba bajo el mando político de Ignacio Ormaechea y Ernáiz, apoyó el levantamiento que de manera violenta llevó una vez más al General Antonio López de Santa Anna a la presidencia de la República. Una vez que tomó el poder, Santa Anna impuso nuevamente en el país el sistema centralista.

## La Revolución de Ayutla y la Conversión en Estado
En marzo de 1854 fue proclamado el Plan de Ayutla, con el fin de derrocar la dictadura de Santa Anna y restablecer el gobierno federal. Tlaxcala estaba controlada militarmente por fuerzas centralistas y, por tanto, no pudo adherirse inmediatamente a este plan, sino hasta el año siguiente.
El licenciado Guillermo Valle se levantó en armas y fue reconocido como jefe de la rebelión de Ayutla en Tlaxcala. Asumió la Jefatura Política, integró un consejo de gobierno y decretó un estatuto orgánico provisional con el objetivo de organizar políticamente el territorio.
Con el triunfo de la rebelión de Ayutla se convocó a un Congreso Nacional Constituyente, en el que a Tlaxcala le correspondieron dos diputados y sus respectivos suplentes; fueron elegidos Juan de Dios Alarid y Mariano Yáñez como propietarios, y José Mariano Sánchez y Ramón M. Aguirre como suplentes.
La apertura de las sesiones del Congreso constituyente se verificó el 18 de febrero de 1856. A partir de ese momento los diputados Tlaxcaltecas se abocaron a promover la conversión de su territorio en Estado.
El diputado Alarid no permaneció mucho tiempo en el Congreso, por lo que fue sustituido por su suplente José Mariano Sánchez, quien llevó a cabo una larga y tenaz defensa de los derechos que poseía Tlaxcala para convertirse en Estado. Sus argumentos fueron: el mejoramiento de su situación económica, el aumento de la población y que sus límites estaban bien definidos.
Mencionó que la Capital de Puebla se había fundado sobre terrenos que le cedió el ayuntamiento de Tlaxcala en 1531, y dijo: "Tlaxcala puede sufrir todo, menos la idea de perder su existencia de familia, único resto de su antigua gloria, y principio de la regeneración a la que aspira, Respetad Señores Constituyentes el soplo de vida que conserva una civilización de las más antiguas e ilustres de nuestro país"
Finalmente, en diciembre de 1856, el Congreso constituyente aprobó, por mayoría de votos, la conversión de Tlaxcala en Estado Libre y Soberano de la Federación. Al año siguiente, el Congreso Constituyente del Estado de Tlaxcala inició su primer periodo de sesiones. En junio de 1857, Guillermo Valle se convirtió en el primer Gobernador de Tlaxcala y el 3 de octubre del mismo año se promulgó la Constitución Política del Estado.